# Radosław Ostrowicz
Radosław Ostrowicz (ur. 27 sierpnia 1932 w Sarnakach, zm. 7 czerwca 2015 w Warszawie) – polski dziennikarz, redaktor naczelny "Kuriera Polskiego". Odznaczony Orderem Uśmiechu.

## Życiorys

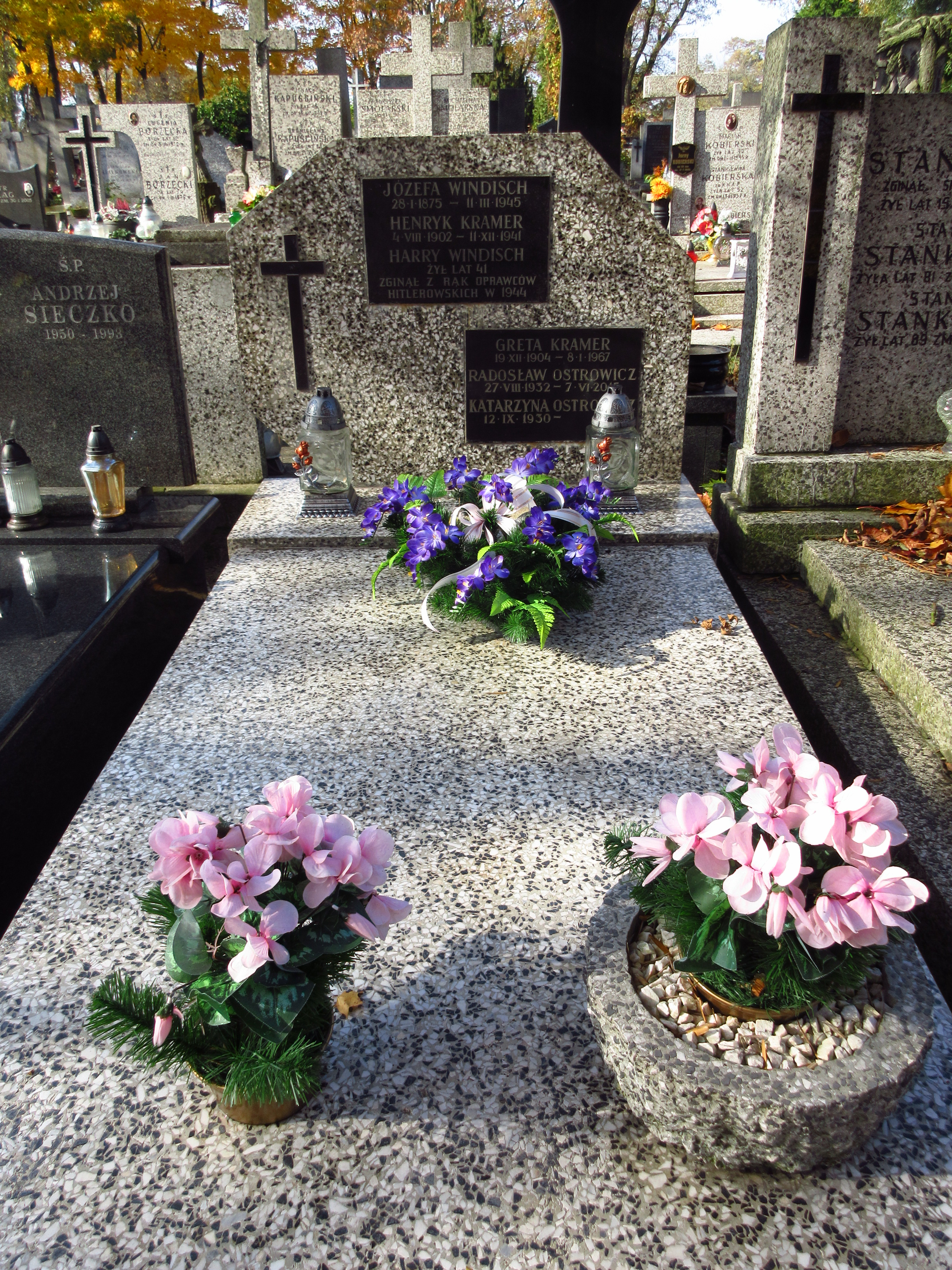
Grób Radosława Ostrowicza na Cmentarzu Bródnowskim.

W 1993 ukończył studia na Uniwersytecie Warszawskim uzyskując tytuł magistra. Był zastępcą redaktora naczelnego, następnie redaktorem naczelnym "Kuriera Polskiego" (od 1981), zastępcą dyrektora ds. promocji Agencji Informacyjnej "Al", zastępcą redaktora naczelnego "Super-Kontaktów", dyrektorem ds. promocji i marketingu "Moto-Press" i dyrektorem promocji "Kuriera Polskiego".
Zajmował się publicystyką prawno-społeczną oraz o tematyce małej i średniej przedsiębiorczości.
Odznaczony Krzyżem Kawalerskim i Oficerskim Orderu Odrodzenia Polski. Dwukrotnie otrzymał nagrodę im. Wincentego Rzymowskiego. Otrzymał nagrodę w konkursie im. Sadłowskiego.
Był członkiem Międzynarodowej Kapituły Orderu Uśmiechu, a w latach 1982–1990 jej kanclerzem. W 1993 przekazał Order Uśmiechu papieżowi Janowi Pawłowi II; uroczystość odbyła się w Watykanie.
Pochowany na cmentarzu Bródnowskim w Warszawie (kwatera 31H-1-10).